# 洛索內

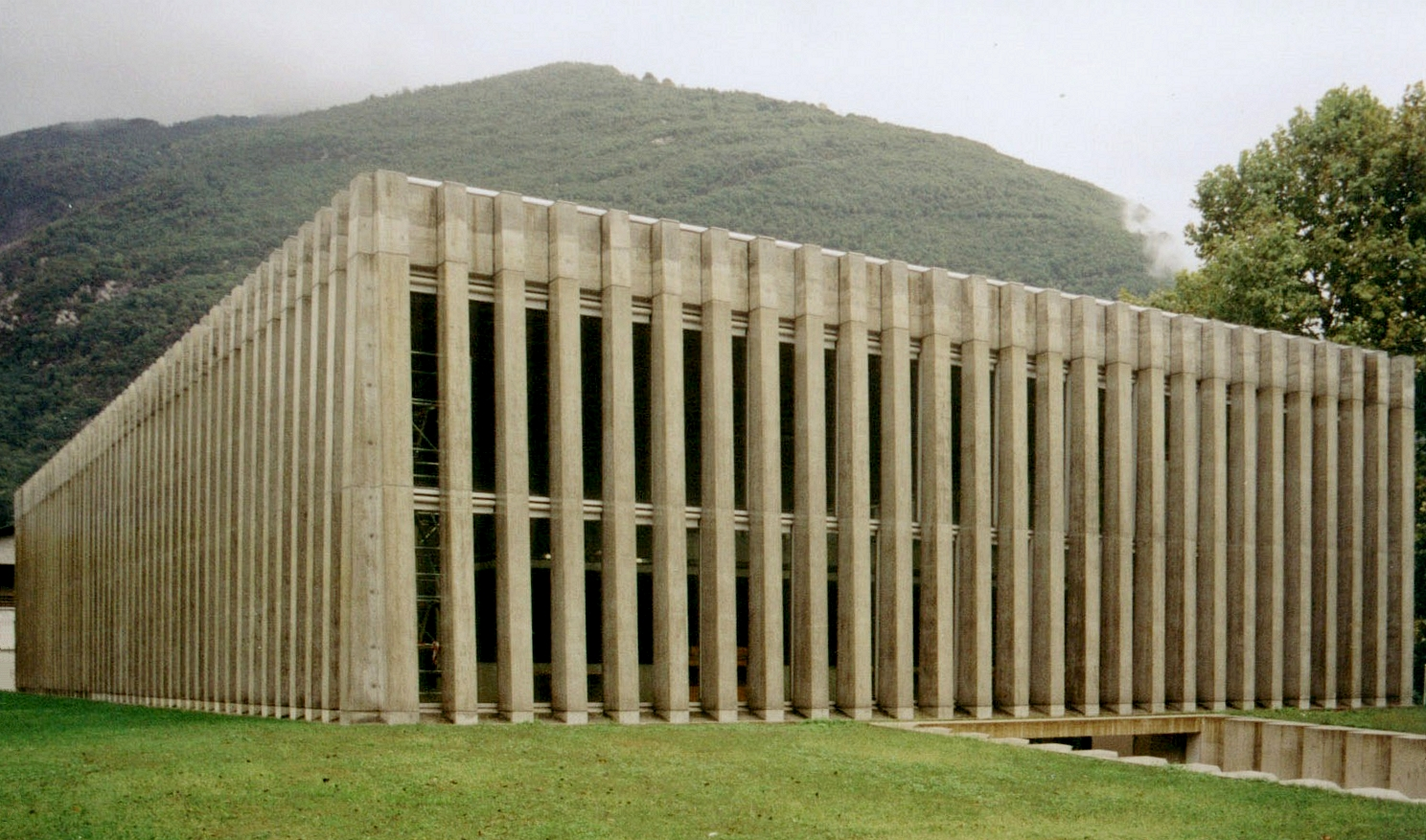

洛索內是瑞士的城鎮，位於該國南部，由提契諾州負責管轄，面積9.53平方公里，海拔高度238米，七成半人口信奉羅馬天主教，2011年人口6,372，人口密度每平方公里669人。

## 外部連結
- Official website （意大利文）